# Dysprosium
Dysprosium (af græsk; δυσπροσιτος [dysprositos] = "svært at skaffe") er det 66. grundstof i det periodiske system, og har det kemiske symbol Dy: Under normale temperatur- og trykforhold fremtræder dette lanthanid som et sølvskinnende metal.

## Egenskaber
Dysprosium er forholdsvis modstandsdygtig overfor iltning ("rust") i atmosfærisk luft, men opløses let i såval fortyndede som koncentrerede uorganiske syrer under dannelse af gasformig brint. Dets egenskaber påvirkes i øvrigt stærkt af tilstedeværelsen af selv små mængder urenheder.
Metallet er tilstrækkelig blødt til at man kan dele det med en boltsaks, men for hårdt til at deles med en kniv. Det kan forarbejdes og formgives uden at danne gnister, hvis man undgår overophedning.
Dysprosium optræder i to allotropiske former: Under 1384 °C antager det den hexagonale α-form, mens det over denne temperatur danner β-formen med kubisk rumcentreret krystalstruktur.

## Tekniske anvendelser
Dysprosium bruges sammen med vanadium og andre grundstoffer i materialer der anvendes i lasere. Stoffets høje smeltepunkt og evne til at absorbere termiske neutroner antyder at stoffet er velegnet til de kontrolstænger man anvender i atomreaktorer. Dysprosiumoxid, også kendt som dysprosia, kan sammen med nikkel som en slags "bindemiddel" bruges til kølestænger i atomreaktorer; det absorberer neutroner uden at udvide sig eller trække sig sammen, selv efter længerevarende neutron-bombardement.
Kemiske forbindelser mellem dysprosium samt cadmium og chalkogenerne bruges som kilder til infrarødt lys der bruges i studiet af kemiske reaktioner, og dysprosium bruges også til at forbedre spektret for det lys der skabes af højtydende halogenpærer. Dysprosium bruges også i fremstillingen af compact discs, og som kontraststof i forbindelse med NMR-scanning. Dysprosium- og terbium-holdige legeringer udviser en høj magnetorestriktivitet, hvilket udnyttes ved materialeprøvning, og dysprosium kan bruges til at forbedre de dielektriske egenskaber for bariumtitanat, hvilket udnyttes i elektriske kondensatorer.
Det samlede forbrug af dysprosium verden over beløber sig til mindre end 100 tons om året.

## Historisk
Dysprosium blev identificeret første gang i Paris i 1886, af den franske kemiker Paul Émile Lecoq de Boisbaudran, som påviste det i en prøve af holmiumoxid. Lanthaniderne har generelt meget ens kemiske egenskaber, så det er først langt senere, med udviklingen af blandt andet ionbytnings-processer, at det er lykkedes at isolere relativt rent, metallisk dysprosium.

## Forekomst
Dysprosium findes i naturen, og udgør 4,2 parts per million (efter masse) af Jordens skorpe. Det forekommer aldrig som frit metal, men til gengæld er der en række mineraler der indeholder dysprosium, herunder xenotim, fergusonit, gadolinit, euxenit, polycrase, blomstrandin, monazite and bastnasit — det er dog primært de to sidste der ligger til grund for kommerciel udvinding af dysprosium. Oftest findes dysprosium-holdige forbindelser sammen med erbium, holmium og andre sjældne jordarter.

## Isotoper af dysprosium
Naturligt forekommende dysprosium består af de syv stabile isotoper 156Dy, 158Dy, 160Dy, 161Dy, 162Dy, 163Dy og 164Dy, hvoraf sidstnævnte er den mest udbredte med 28,18%. Dertil kender man 28 radioaktive isotoper, hvoraf 154Dy er den længst "levende" med en halveringstid på 3 millioner år. Andre tre radioaktive isotoper har halveringstider der måles i dage, mens de øvrige ligger under 10 timer.